# 纳尔逊级战列舰
纳尔逊级战列舰(英語：Nelson-class battleship)是英国在華盛頓海軍條約限制下建造的一型35000噸級、裝備16英吋主砲的战列舰。也是過去放棄的N3級戰艦之縮小改良版，該型共有納爾遜號、羅德尼號兩艘。

## 歷史
第一次世界大战结束后，英国曾计划建造N3级战列舰，因《华盛顿海军条约》签定而夭折。1922年英国在条约规定的吨位内开始建造設計編號為「O3」的纳尔逊级战列舰。纳尔逊级采用平甲板船型，不再是以往英国战舰常用的艏楼船型。根据日德兰海战的经验教训着重提升装甲防护水準，首次采用倾斜佈置水线装甲带，是当时舷侧装甲最厚的战舰。纳尔逊级在条约规定35,000吨的限制下，采用了3座三联装主炮炮塔全在舰桥之前，而动力机舱集中配置在舰体后部这种非常规的布局，目的是将有限的重装甲防护区最大限度集中在重点部位，但是这样的设计造成主炮後方有死角的缺陷，且密集排列的主砲一旦下方彈藥庫失火，連鎖反應也令人擔憂。受条约规定排水量的限制，決定在一定程度上牺牲动力性能，航速比伊丽莎白女王级战列舰慢。纳尔逊级安装16英寸口径主炮，全炮塔化的双联装6英寸口径高平两用副炮。但其高速轻弹在实战中被证明效率低下，其使用的Mark I 16寸炮弹在远距存速急剧下降导致炮弹贯穿力不足，远距离贯穿深度只相当于旧式的Mark I 15英寸舰炮和新式的Mark VII 14英寸舰炮，更无法和同期的美国Mark I 16英寸舰炮、日本三年式410毫米舰炮相比。并且该舰23节的最大速度在二战中不合适伴随高速部队如航母编队等行动，適航性、穩定性也不理想。因而在英国海军中地位不高，甚至低于一战前动工的伊丽莎白女王级战列舰。同级舰：纳尔逊号（Nelson）、罗德尼号（Rodney）。
两艘纳尔逊级战列舰1927年完工。纳尔逊级战列舰与日本的两艘长门级战列舰、美國的三艘科罗拉多级战列舰等7艘拥有最大口径火炮的战列舰，被各国海军人士称为“七巨頭”（Big Seven）。第二次世界大战时，除罗德尼号参加了围歼德国俾斯麦号战列舰的海战外，该级舰大多是执行护航和为登陆行动提供火力支援的任务。1944年纳尔逊号参加了诺曼底战役。1945年纳尔逊号开赴印度洋参加针对日本的作战行动，纳尔逊号见证了日军在印度尼西亚群岛的受降行动。战后，两艘纳尔逊级战列舰先后退役拆解。

## 同型艦
- 纳尔逊号（HMS Nelson）以英国海军上将，特拉法尔加海战的英雄霍雷肖·纳尔逊（1758—1805）命名。
- 罗德尼号（HMS Rodney）以英国海军上将乔治·布里奇斯·罗德尼命名。

| 船名         | 旗號數 | 製造廠              | 下水日期       | 服役日期       | 結局         | 圖片 |
| ------------ | ------ | ------------------- | -------------- | -------------- | ------------ | ---- |
| 納爾遜號戰艦 | 28     | 阿姆斯特朗-威特沃斯 | 1925年9月3日   | 1927年8月15日  | 1949年被拆卸 |      |
| 羅德尼號戰艦 | 29     | 卡梅爾-賴德         | 1925年12月17日 | 1927年11月10日 | 1948年被拆卸 |      |

## 性能数据
- 排水量：标准排水量33950吨，满载排水量38000吨
- 尺度：全长216.5米，水线长212米；全宽32米；最大吃水10米
- 主机功率45000马力；最大航速：23节；续航力：7000海里/16节，5500海里/23节
- 武备：9门三联装16英寸/45倍口径主炮；6座双联装6英寸/50倍口径副炮；6门4.7英寸炮；8门40毫米炮（1938年加装16门40毫米高炮，战争期间加装60门20毫米高炮）；620毫米鱼雷发射管.
- 装甲：水线装甲带14.1-13英寸；隔舱(前部)8-12英寸, (后部)10-4英寸；甲板6.3英寸；炮塔(正面)14英寸，炮座12英寸；指挥塔(最大)16英寸
- 舰员：1314-1640人